# 陶氏捲管螺
陶氏捲管螺（学名：Philbertia thorssoni）为捲管螺科粗切嘴螺屬下的一个种。